# Qafa e Shtamës
Qafa e Shtamës är ett bergspass i Albanien. Det ligger i den norra delen av landet, 22 km norr om huvudstaden Tirana. Qafa e Shtamës ligger 1 232 meter över havet.
Terrängen runt Qafa e Shtamës är varierad. Qafa e Shtamës ligger uppe på en höjd.  
Omgivningarna runt Qafa e Shtamës är en mosaik av jordbruksmark och naturlig växtlighet.  Runt Qafa e Shtamës är det tätbefolkat, med 570 invånare per kvadratkilometer.